# 中国人民解放军海军第九〇五医院
中国人民解放军海军第九〇五医院，位于上海市，隶属中国人民解放军海军军医大学，曾经长期被莆田系承包科室，在百度上做虚假医疗竞价排名广告，冒充公立三级甲等医院，实际在上海市卫健委官网上查询：是二级未定等医院。

## 简介
中国人民解放军第八五医院的前身是中国人民解放军渤海纵队的两个野战医疗分队，1952年6月组建为中国人民解放军华东军区公安部队医院。1954年9月，改编为中国人民解放军第八五医院。中国人民解放军第八五医院是中国人民解放军综合性三级甲等医院，上海市首批医保定点医院。截至2014年，医院拥有全军级研究所一个，全军级中心各一个，军区级研究所一个和中心五个。
截至2017年，医院占地面积共计161亩，分为12处地点（包括3个医疗执业点，8个家属住宅区，1个副食品生产基地）。院本部位于上海市长宁区华山路1328号；沪闵路临床部即上海市徐汇区沪闵路9585号医疗执业点；新场临床部即上海市浦东新区新场镇军民路1号医疗执业点。
2016年改革前，医院隶属南京军区上海警备区后勤部。2016年，在深化国防和军队改革中，中国人民解放军第八五医院由中国人民解放军南京军区转隶无锡联勤保障中心。

## 历任领导
| 院长 …… - 李文汉（？—？） …… - 徐祖铭（2000年—？） - 季玉峰（？—？） - 周春（？—2013年） - 胡佳乐（2013年—2014年） - 周宏宇（2014年—） | 政治委员 …… - 王存林（？—？） …… - 刘寿华（2000年—？） - 姜宏云（？—2012年） - 陈徽军（2012年—） |